# Maruzen Sekiyu Kagaku
Maruzen Sekiyu Kagaku K.K. (jap. 丸善石油化学株式会社, ~ Kabushiki-gaisha, engl. Maruzen Petrochemical Co., Ltd.) ist ein japanisches Petrochemie-Unternehmen. Seit 2016 ist es eine Tochtergesellschaft der Cosmo Energy Holdings. Weitere Anteilshalter sind Ube Kōsan und Denka.
Maruzen Sekiyu Kagaku stellt Grundchemikalien wie Ethylen, Propylen und Benzol her. Bei dem Lösungsmittel Methylethylketon und bei Polyvinylphenol zählt Maruzen zu den weltweit wichtigsten Herstellern.

## Werke
- Ichihara (): Ethylen-Cracker
- Yokkaichi ()